# 石川内命婦
石川 内命婦（いしかわ の うちみょうぶ、生没年不詳）は、奈良時代の女性。大伴安麻呂の妻。子に大伴坂上郎女、大伴稲公。石川 命婦（いしかわ の みょうぶ）とも書く。なお『万葉集』には、同一人物ともいわれる石川 郎女という歌人がいるが定説を得ていない。石川 女郎（いしかわ の いらつめ）、大名児（おおなこ）とも書く。
本項ではこれらを併せて記述する。

## 概要
石川内命婦は、大伴安麻呂と結婚し、稲公、坂上郎女を産んだこと以外はあまり多くのことはわからない。姉妹には、阿倍虫麻呂の母となった安曇外命婦がいる。
和銅7年（714年）に安麻呂が死去し、そのあとは大伴家の大刀自（おおとじ。一家の長としての女性）として家を取り仕切ったものと思われる。天平7年（735年）の坂上郎女の歌（『万葉集』巻3-461）の左注に「大家石川命婦依餌藥事往有間温泉」とあり、この時温泉に病気療養に出掛けた記録があり、また天平5年（733年）に元正上皇の詔にこたえる歌が残されており（『万葉集』巻20－4439）、これを同一人物とみてよければ、少なくともこの時までは存命であったと考えられる。
一方の石川郎女は、大津皇子や草壁皇子など複数の男性との交際を思わせる歌が残されていることから、橘守部のように「遊行女婦也」（『万葉集檜褄手』）として遊女とみる理解も古くはあったが、現在では古代豪族の石川氏出身の女性とみる見方が有力である。石川氏は蘇我氏の傍系、大和高市郡石川に本拠を有する。大津皇子らと交流があったのも、彼らが母方で石川氏と関係があったためと思われる（ふたりの母は蘇我倉山田石川麻呂の娘である遠智娘と天智天皇との間の皇女）。
『万葉集』によれば、若い頃に大津皇子の侍女（「宮の侍（まかたち）」と『万葉集』巻2・129番歌題詞にある）となり、草壁皇子も交えた三角関係を持ったといわれている。108番歌の題詞に「大津皇子の窃かに石川女郎を婚きし」とあり、「窃」とあることから、大津皇子との関係は密通であったということになるため、おそらくは草壁皇子に仕えた女性であったと思われる。この大津皇子との相聞歌は『万葉集』に3首収録されている。
また、久米禅師という人物との贈答歌が残されているが、これらの歌々は『万葉集』では天智天皇の時代のものとなっており、大津皇子や草壁皇子とかかわる前の作である。天智天皇崩御の際は草壁らは10歳前後であり、郎女との年齢差を考えると、このふたりの郎女が同一人物であるかどうかは問題もある。しかも郎女は大伴田主・大伴宿奈麻呂とも相聞歌をかわしており、これらをすべて実際の恋と結びつけて考えると、きわめて不自然な長さとなる。
このような点からみて、石川郎女というのは「石川氏のお嬢さん」程度の意味で、何人かおなじ名乗りの人物がいたのだろうと考えられている（阿蘇瑞枝など）。また、大伴田主に贈った巻2・126には左注として漢文による物語が附されており、それ以外の大伴家関係の歌に関しても遊びの要素が強いのだろうと目されている。

## 石川郎女・内命婦に関する万葉歌
以下の5首は久米禅師との間の歌である。
- 久米禅師、石川郎女を娉（つまど）ふ時の歌五首
  - 美薦（みこも）苅る信濃の真弓吾が引かば 貴人（うまひと）さびて否と言はむかも（禅師） [巻2-95]
  - 美薦苅る信濃の真弓引かずして 弦著（をは）くる行事（わざ）を知ると言はなくに（郎女） [巻2-96]
  - 梓弓引かばまにまに寄らめども 後の心を知りかてぬかも（郎女） [巻2-97]
  - 梓弓弓弦（つらを）取り佩け引く人は 後の心を知る人ぞ引く（禅師） [巻2-98]
  - 東人（あづまと）の荷前（のさき）の箱の荷の緒にも 妹が心に乗りにけるかも（禅師） [巻2-99]

下の4首は、大津皇子との相聞歌、また草壁皇子が郎女に贈った歌である。とくに109番歌題詞に「窃に」とあり、この言葉が密通を示す語であること（川口常孝など）から、郎女は草壁の妻妾であり、それと大津が関係をもった、三角関係の歌群であると考えられている。
- 大津皇子、石川郎女に贈る御歌一首
  - あしひきの山のしづくに妹待つと 我立ち濡れぬ山のしづくに [巻2-107]
- 石川女郎、和（こた）へ奉（まつ）る歌
  - 吾を待つと君が濡れけむあしひきの 山のしづくにならましものを [巻2-108]
- 大津皇子の窃に石川女郎を婚きし時に、津守連通その事を占ひ露はせるに、皇子の御作りたまひし歌。
  - 大船の津守の占に告らむとは まさしく知りて我が二人寝し [巻2-109]
- 日並皇子尊の、石川女郎に贈り賜ひし御歌一首
  - 大名児 彼方野辺に刈る草の 束の間も我れ忘れめや [巻2-110]

老境に入り石川内命婦と呼ばれるようになったあと、水主内親王が病を得たとき、元正天皇の命を受けて彼女のために詠んだ歌が以下である。
- 冬の日、靱負の御井に幸（いでまし）し時、内命婦 石川朝臣 諱曰邑婆 詔を応はりて雪を賦（よ）める歌一首
  - 松が枝の地につくまで降る雪を 見ずてや妹が籠もりをるらむ [巻20-4439]